# Saxon-Sion
 Saxon-Sion  là một xã thuộc tỉnh Meurthe-et-Moselle trong vùng Grand Est đông bắc nước Pháp. Xã này nằm ở khu vực có độ cao trung bình 480 mét trên mực nước biển.